# Ermetheis
Ermetheis ist ein Stadtteil von Niedenstein im nordhessischen Schwalm-Eder-Kreis.

## Geographische Lage
Ermetheis liegt östlich der Kernstadt Niedenstein im Naturpark Habichtswald am Südostfuß des Niedensteiner Kopfes und am Südwestfuß des Laufkopfes. Oberhalb des Ortes entspringt der Bach Rhein dieser vereint sich in der Gemarkung Metze mit dem Elsterbach (früher Willingsbach) zur Matzoff 
Ems-Zufluss Matzoff. Im Norden führt die Landesstraße 3219 an der Ortschaft vorbei.

## Geschichte
Das Dorf wird, soweit bekannt, erstmals als Ermeteus (Ermenteus) im Jahre 1344 urkundlich erwähnt, als die miteinander eng verwandten Adelsfamilien Hund und Hund von Holzhausen das bisher ihnen gehörende Dorf im Tausch für jeweils die halbe Wüstung Ludenbach (Lautenbach) an Landgraf Heinrich II. von Hessen abgaben. 1353 bewilligte Heinrich II. dem Ort ein eigenes Gericht; als landgräfliches Kammerdorf waren festgesetzte Abgaben zu leisten. Curd und Tile, die Söhne von Happel Blynar, verkauften 1361 ihr Burglehen an Cord von Wichdorf. Thomas von Gleichen erklärte 1372, dass Landgraf Heinrich die ihm versetzten sechs Malter Korngülte aus dem Zehnten zu Ermetheis für 60 Pfund Pfennige einlösen könne. Heinrich II. und Hermann II. von Hessen verkauften 1376 ihr Dorf Ermetheis an Widerhold von Wichdorf. 1378 übergaben sie den Herren Hund den erblichen vierten Teil des Dorfes; dieser bestand bis 1497. Reinhard von Dalwigk und sein Neffe Friedrich IV. von Hertingshausen brannten 1443 das gesamte Dorf mitsamt der Kirche nieder. Ab 1459 gehörte der Ort zum Amt Gudensberg, das die niedere und peinliche Gerichtsbarkeit innehatte. Ekkebrecht von Grifte setzte 1478 für seine Frau einen Zins zu Ermetheis. Das Kloster Merxhausen erhielt 1535 1½ Tonnen Heringe, die zuvor an den Hof des Landgrafen nach Kassel geliefert werden mussten. Im Zinsregister des Jahres 1552 der Pfarrei von Kirchberg wurden Hermann Stauchen und Junghana Spernigk (auch Sinnigk genannt) als Fruchtzinspflichtige aufgeführt.
Während des Dreißigjährigen Krieges waren die Ermetheiser mehrfach auf der Flucht. Während des Siebenjährigen Kriegs blieb der Ort verschont.
Ab 1807, während der Zeit des Königreichs Westphalen, war Ermetheis dem Friedensgericht Niedenstein und dem Distrikt Kassel zugeordnet.
Im Jahr 1814 kam der Ort zum Kreis Fritzlar und gehörte wieder zum Amt Gudensberg. Nach der Aufteilung des Kurfürstentums Hessen in vier Provinzen gehörte Ermetheis zum Amt Niedenstein.
Am 1. September 1970 verlor die bis dahin selbständige Gemeinde Ermetheis im Zuge der Gebietsreform in Hessen ihre Selbstständigkeit. Sie fusionierte freiwillig mit der Stadt Niedenstein und wurde deren Stadtteil. Für alle durch die Gebietsreform eingegliederten Gemeinden sowie die Kernstadt wurde je ein Ortsbezirk mit Ortsbeirat und Ortsvorsteher nach der Hessischen Gemeindeordnung eingerichtet.

## Bevölkerung
Einwohnerstruktur 2011
Nach den Erhebungen des Zensus 2011 lebten am Stichtag, dem 9. Mai 2011, in Ermetheis 627 Einwohner. Darunter waren 6 (1,0 %) Ausländer. Nach dem Lebensalter waren 102 Einwohner unter 18 Jahren, 234 zwischen 18 und 49, 156 zwischen 50 und 64 und 135 Einwohner waren 65 und älter. Die Einwohner lebten in 279 Haushalten. Davon waren 75 Singlehaushalte, 81 Paare ohne Kinder und 102 Paare mit Kindern, sowie 18 Alleinerziehende und 3 Wohngemeinschaften. In 57 Haushalten lebten ausschließlich Senioren und in 171 Haushaltungen lebten keine Senioren.
Einwohnerentwicklung
| Quelle: Historisches Ortslexikon |                             |
| • 1575/85:                       | 25 Hausgesesse              |
| • 1639:                          | 14 verheiratete Hausgesesse |
| • 1682:                          | 22 Hausgesesse              |
| • 1735:                          | 28 Mannschaften             |
| • 1742:                          | 27 Häuser                   |
| • 1747:                          | 28 Häuser, 105 Einwohner    |

| Ermetheis: Einwohnerzahlen von 1834 bis 2020 | Ermetheis: Einwohnerzahlen von 1834 bis 2020 | Ermetheis: Einwohnerzahlen von 1834 bis 2020 | Ermetheis: Einwohnerzahlen von 1834 bis 2020 | Ermetheis: Einwohnerzahlen von 1834 bis 2020 |
| --- | -------------------------------------------- | -------------------------------------------- | -------------------------------------------- | -------------------------------------------- |
| Jahr |                                              |                                              |                                              | Einwohner                                    |
| 1834 | 1834                                         |                                              | 280                                          | 280                                          |
| 1840 | 1840                                         |                                              | 280                                          | 280                                          |
| 1846 | 1846                                         |                                              | 312                                          | 312                                          |
| 1852 | 1852                                         |                                              | 337                                          | 337                                          |
| 1858 | 1858                                         |                                              | 309                                          | 309                                          |
| 1864 | 1864                                         |                                              | 316                                          | 316                                          |
| 1871 | 1871                                         |                                              | 310                                          | 310                                          |
| 1875 | 1875                                         |                                              | 362                                          | 362                                          |
| 1885 | 1885                                         |                                              | 316                                          | 316                                          |
| 1895 | 1895                                         |                                              | 328                                          | 328                                          |
| 1905 | 1905                                         |                                              | 292                                          | 292                                          |
| 1910 | 1910                                         |                                              | 327                                          | 327                                          |
| 1925 | 1925                                         |                                              | 358                                          | 358                                          |
| 1939 | 1939                                         |                                              | 328                                          | 328                                          |
| 1946 | 1946                                         |                                              | 513                                          | 513                                          |
| 1950 | 1950                                         |                                              | 456                                          | 456                                          |
| 1956 | 1956                                         |                                              | 387                                          | 387                                          |
| 1961 | 1961                                         |                                              | 373                                          | 373                                          |
| 1967 | 1967                                         |                                              | 422                                          | 422                                          |
| 1980 | 1980                                         |                                              | ?                                            | ?                                            |
| 1990 | 1990                                         |                                              | ?                                            | ?                                            |
| 2000 | 2000                                         |                                              | ?                                            | ?                                            |
| 2011 | 2011                                         |                                              | 627                                          | 627                                          |
| 2020 | 2020                                         |                                              | 600                                          | 600                                          |
| Datenquelle: Historisches Gemeindeverzeichnis für Hessen: Die Bevölkerung der Gemeinden 1834 bis 1967. Wiesbaden: Hessisches Statistisches Landesamt, 1968. Weitere Quellen: LAGIS; Stadt Gudensberg; Zensus 2011 |                                              |                                              |                                              |                                              |

Historische Religionszugehörigkeit
| Quelle: Historisches Ortslexikon |                                                                    |
| • 1861:                          | alle Einwohner evangelisch-reformiert                              |
| • 1885:                          | 316 evangelische (= 100 %) Einwohner                               |
| • 1961:                          | 335 evangelische (= 89,81 %), 38 katholische (= 10,19 %) Einwohner |

Historische Erwerbstätigkeit
| • 1961 | Erwerbspersonen: 106 Land- und Forstwirtschaft, 84 Produzierendes Gewerbe, 22 Handel und Verkehr, 9 Dienstleistungen und Sonstiges |

## Politik
Der Ortsbezirk Ermetheis umfasst das Gebiet der ehemaligen Gemarkung Ermetheis. Der Ortsbeirat besteht aus neuen Mitgliedern. Bei der Kommunalwahl 2021 betrug die Wahlbeteiligung zur Wahl des Ortsbeirats 68,68 %. Dabei wurden gewählt: zwei Mitglieder der SPD, drei Mitglieder der CDU und drei Mitglieder der „Freien Wählergemeinschaft Niedenstein“. Der Ortsbeirat wählte Frank Metzler zum Ortsvorsteher.

## Evangelische Dorfkirche
Das tonnengewölbte Untergeschoss des Westturms ist romanisch. Zum Schiff öffnet es sich in einem Rundbogen. Darüber befindet sich ein steinernes Geschoss mit kleinen Schlitzfenstern und darüber ein geschieferter Holzaufbau von 1667 mit achtseitigem Spitzhelm-Zeltdach und vier Ecktürmchen aus dem 17. Jahrhundert. Die Wetterfahne zeigt die Jahreszahl 1754. Das inzwischen baufällig gewordene Schiff wurde 1775 durch einen Fachwerkneubau mit Sandsteinummauerung ersetzt und 1830 nach Osten verlängert. Mitte der 1970er Jahre wurde das sich inzwischen bedrohlich zur Seite neigende Schiff durch Einziehen einer Stahlkonstruktion stabilisiert.  Gleichzeitig wurde der Innenraum neu gestaltet und außen das Fachwerk wieder freigelegt.

## Vereine
Das kulturelle Leben gestalten die Ortsvereine und Interessengemeinschaften:
- FC Rot-Weiß Ermetheis
- Freiwillige Feuerwehr Ermetheis
- Heimat- u. Trachtenverein Ermetheis e. V.
- Jugendclub Ermetheis e. V.
- Ski-Club Ermetheis e. V.
- SPD-Ortsverein Ermetheis
- Seniorenclub Ermetheis
- Waldinteressenten Ermetheis